# Сирма војвода
Сирма Крстева Стрезова познатија као Сирма војвода (Тресонче, 1776 — код Прилепа, 1864) је била мијачка жена хајдук. 

## Биографија
Сирма је рођена 1776. године у селу Тресонче. Према народној песми, како је надмашила свих 70 сабораца у хајдучким вештинама, обучена као мушкарац, постала је војвода своје хајдучке дружине. Била је заштитник народа од турских насилника и арнаутских качака, против којих се борила по планинама Стогово и Крчин. Због удаје за барјактара дружине Велка Спирова, Мијака из Крушева, повлачи се из хајдучког живота 1818. године. Живела је са својим мужем у Прилепу. Када је имала 80 година упознала се 1856/57. са Димитром Миладиновим, учитељем и скупљачем народних песама из Струге, коме је причала о своме хајдучком животу. Он је први забележио народну песму о њој, чувши је у мијачком селу Гари. Године 1864. на путу од Прилепа ка Вароши убили су је прилепски Турци.

## Наслеђе
Песма о Сирми војводи има више варијаната и заступљена је у више зборника народних песама из Македоније. Она је била инспирација за многе ауторе, међу којима су Блаже Конески (песма Сирма војвода), Иван Чиповски (песма Сирма војвода), Бошко Смаћоски (драма Сирма војвода), Видоје Подгорец (роман Сирма војвода), Снежана Атанасова-Чадиковска (песма Сирма војвода), Апостол Јовановски (са илустрованом књигом од Миле Топуза Сирма војвода) и Апостол Поп-Јовановски (књиге Сирма војвода: легенди и Македонски народни легенди).